# Certallum ebulinum
Certallum ebulinum é uma espécie de coleóptero da tribo Certallini (Cerambycinae).
A autoridade científica da espécie é Linnaeus, tendo sido descrita no ano de 1767.
Trata-se de uma espécie presente no território português.